# Дроздов Ігор Володимирович
І́гор Володи́мирович Дроздо́в (2 грудня 1981 — 25 липня 2022) — лейтенант Збройних Сил України, учасник російсько-української війни, що загинув у ході російського вторгнення в Україну в 2022 році. Лицар ордена Богдана Хмельницького III ступеня.

## Життєпис
Ігор Дроздов народився 2 грудня 1981 року в місті Житомир. Закінчив місцеву школу № 28. Здобув спеціальність у Державному університеті «Житомирська політехніка». Під час навчання пройшов військову кафедру, де і здобув офіцерське звання — молодший лейтенант.
З початком повномасштабного вторгнення в Україну став боронити рідну землю. З першого дня війни проходив службу в Десантно-штурмових військах. Брав участь у обороні Києва. Згодом потрапив до 46-ї окремої аеромобільної бригади, де обіймав посаду командира взводу.
Лейтенант Ігор Дроздов загинув 25 липня 2022 року в боях за село Білогірка Херсонської області. Похований на Житомирському Смолянському військовому кладовищі.

## Родина
У полеглого залишилися дружина та двоє синів.